# Nano Morgante

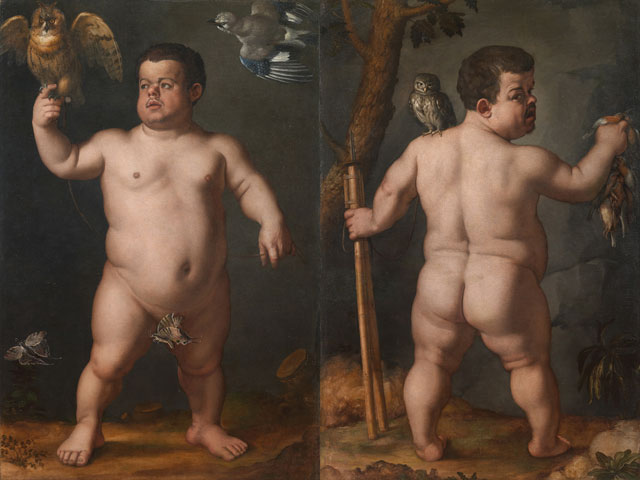
Agnolo Bronzino, Nano Morgante, Palazzo Pitti

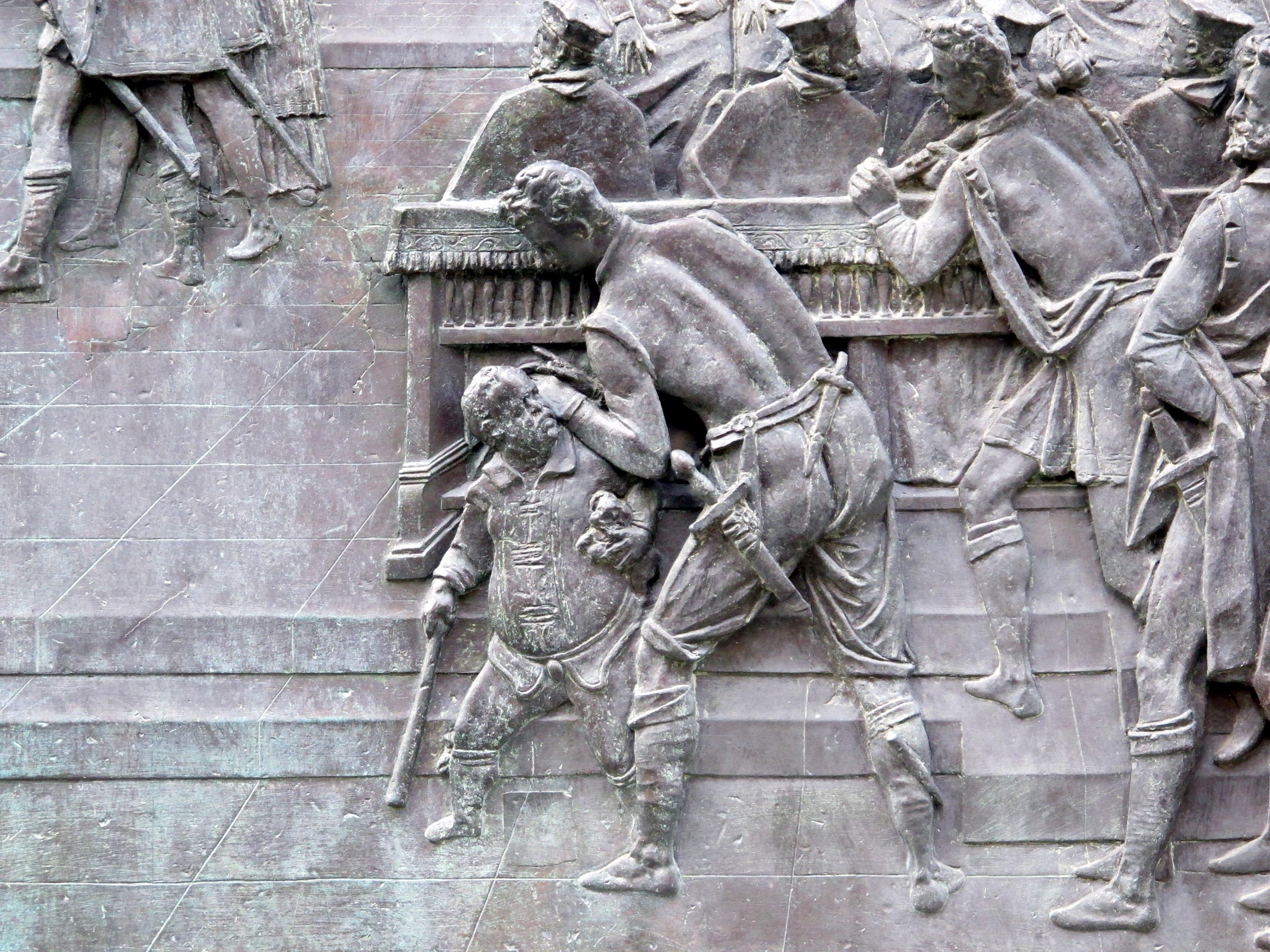
Nano Morgante (Piedestal des Reiterdenkmals für Cosimo I. von Giambologna und Pietro Tacca)

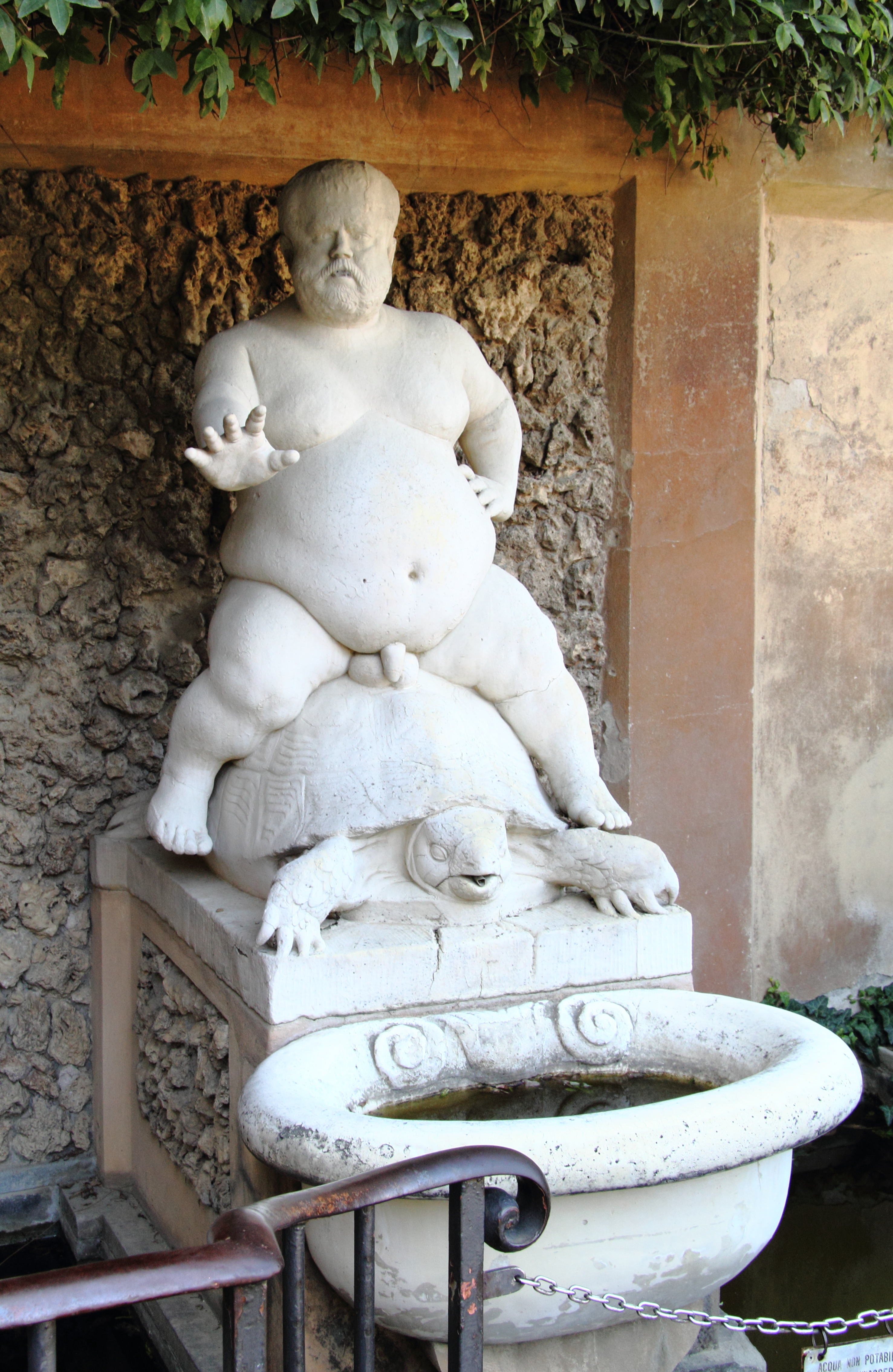
Bacchus-Brunnen im Boboli-Garten (Valerio Cigoli)

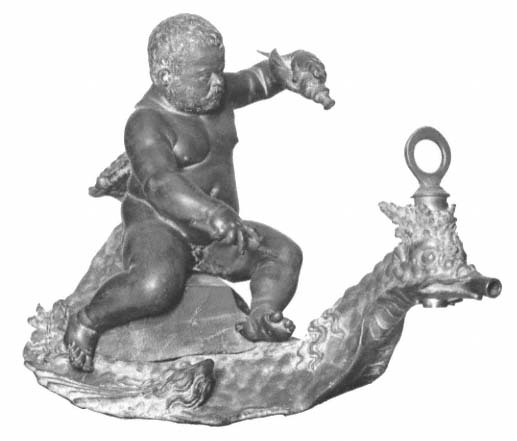
Nano Morgante (Bronze von Giambologna)

Nano Morgante (italienisch; dt. „Zwerg Morgante“), eigentlich Braccio di Bartolo, war der berühmte Hofzwerg der Medici von Cosimo I. bis Ferdinando I. im Florenz der zweiten Hälfte des 16. Jahrhunderts. Er ist in zahlreichen florentinischen Kunstwerken verewigt, darunter dem berühmten Porträt von Agnolo Bronzino auf der Vorder- und auf der Rückseite ein und derselben Bildtafel, verschiedenen Bronzen von Giambologna und der Brunnen-Skulptur (auf einer Schildkröte reitend) von Valerio Cigoli im Boboli-Garten.

## Kunstwerke (Auswahl)
- Giambologna-Bronze: einen Drachen reitend (zusammen mit Vincenzo della Nera) – Nationalmuseum Bargello, Florenz
- Gemälde von Agnolo Bronzino – Uffizien, Florenz
- Bacchus-Brunnen im Boboli-Garten, Morgante auf einer Schildkröte  (Skulptur von Valerio Cigoli)